# Affaire des galettes
L'affaire des galettes est une affaire criminelle durant la Terreur qui s'est déroulée à Montpellier,,.
En 1794 un boulanger est arrêté par la garde nationale pour avoir fabriqué des galettes, pains de longue conservation à partir de fleur de farine, alors que cette fabrication est prohibée en raison du rationnement en période de disette. Deux femmes sont reconnues coupables et guillotinées : Élizabeth Coste et la veuve Balard. 
Elizabeth Coste vient d'une famille de drapiers spécialisés dans le rouge de cochenille.